# Tangalla
Tangalla (syng. තංගල්ල, tamil. தங்கல்லை) jest miastem w południowej części Sri Lanki, w Prowincji Południowej w dystrykcie Hambantota. Miasto położone jest 195 km od stolicy kraju, Kolombo, i leży nad Oceanem Indyjskim nad zatoką Tangalla.